# موخناری
موخناری (به لاتین: Mukhnari) یک منطقهٔ مسکونی در گرجستان است که در ناحیه گاگرا واقع شده‌است. موخناری ۱۹۳ نفر جمعیت دارد و ۳۲۰ متر بالاتر از سطح دریا واقع شده‌است.